# 音響心理
音響心理 （おんきょうしんり）とは、耳に到達する物理的な気圧変化（Pa)を音として知覚する際の関係を科学的に分析、探求したもの。
最も古く、普及しているのは、ステレオフォニックで一つの音源を二つのスピーカーから同じ音の大きさで拡声したとき、二つのスピーカから同一の距離に位置してその音を聞くと二つのスピーカーの間の真中からその音が聞こえる（そこに実際の音源がないので音像 (Sound Image)と言う）。
またこの状況で左側の音を少し小さくすると音像はスピーカの真中（真正面）から少しだけ右側に移動する。左のスピーカの音を止めると右側のスピーカーの位置から音が聞こえる。
さらに二つのスピーカーの真中から音が聞こえる状態で、左のスピーカーの音を少しだけ遅延させると音像はスピーカの真中（真正面）から少しだけ右側に移動する。これをハース効果（第一波面の法則）という。